# 女王鬱金
女王鬱金（学名：Curcuma petiolata）为薑科薑黃属下的一个种。 多年生宿根草本球根花卉。女王鬱金原生地至目前應尚不十分明確，但大區塊東南亞地區的說法是沒有異議。台灣特有生物研究保育中心台灣野生植物資料庫有關鬱金的資料上則沒有提供相關說明。

## 型態特徵
女王鬱金株高約70至120公分。 地下根狀莖發達。女王鬱金可以稱得上奇花異卉，層層疊疊的苞片配上高雅脫俗的色調，令人驚艷。

## 保健價值
女王鬱金的莖部磨成粉末即是一般通稱的薑黃，亦即咖哩的主要成分。 薑黃主要成分薑黃素因具抗癌等等療效，近年來成為保健市場的寵兒。

## 圖示

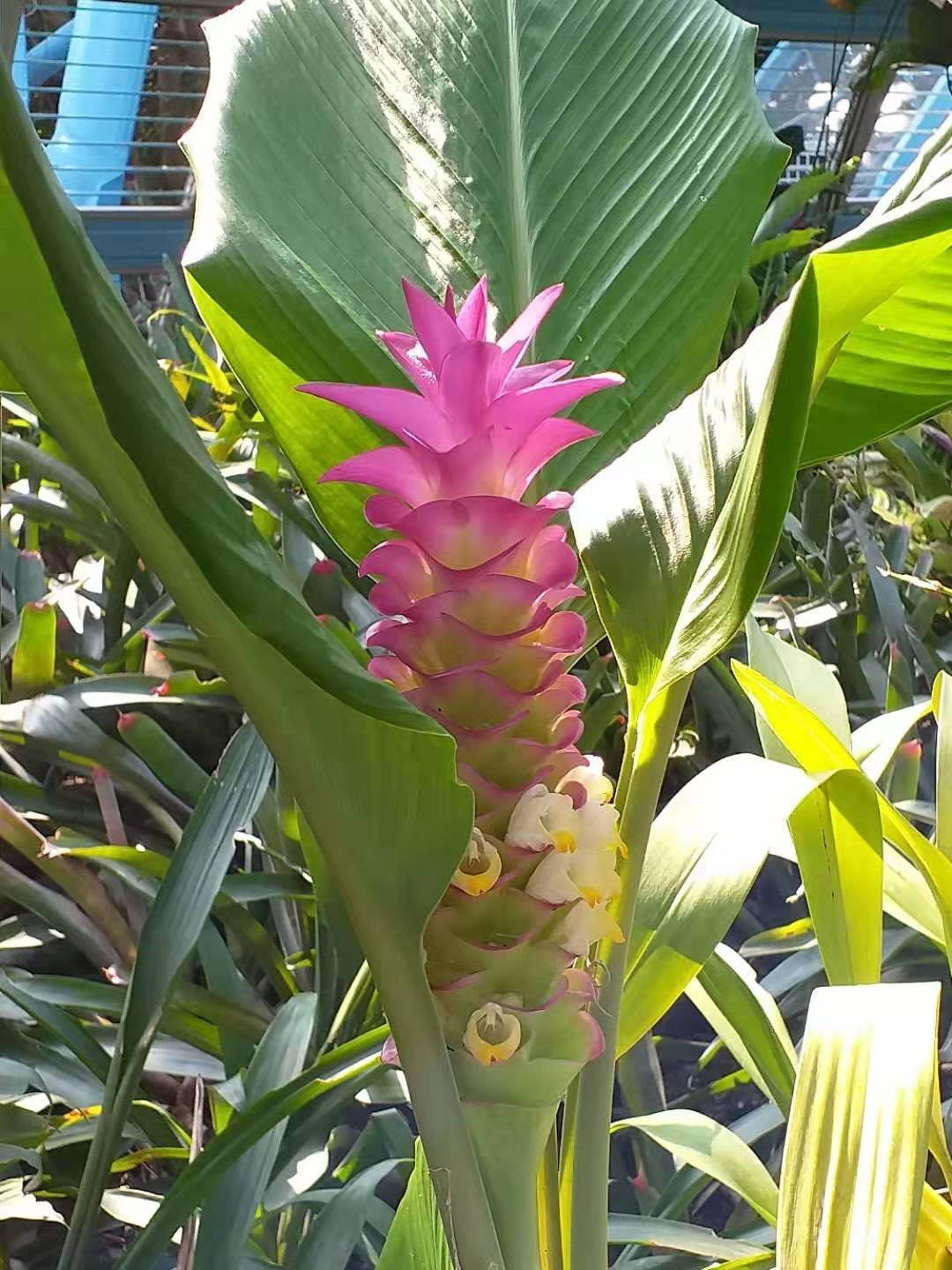
花序
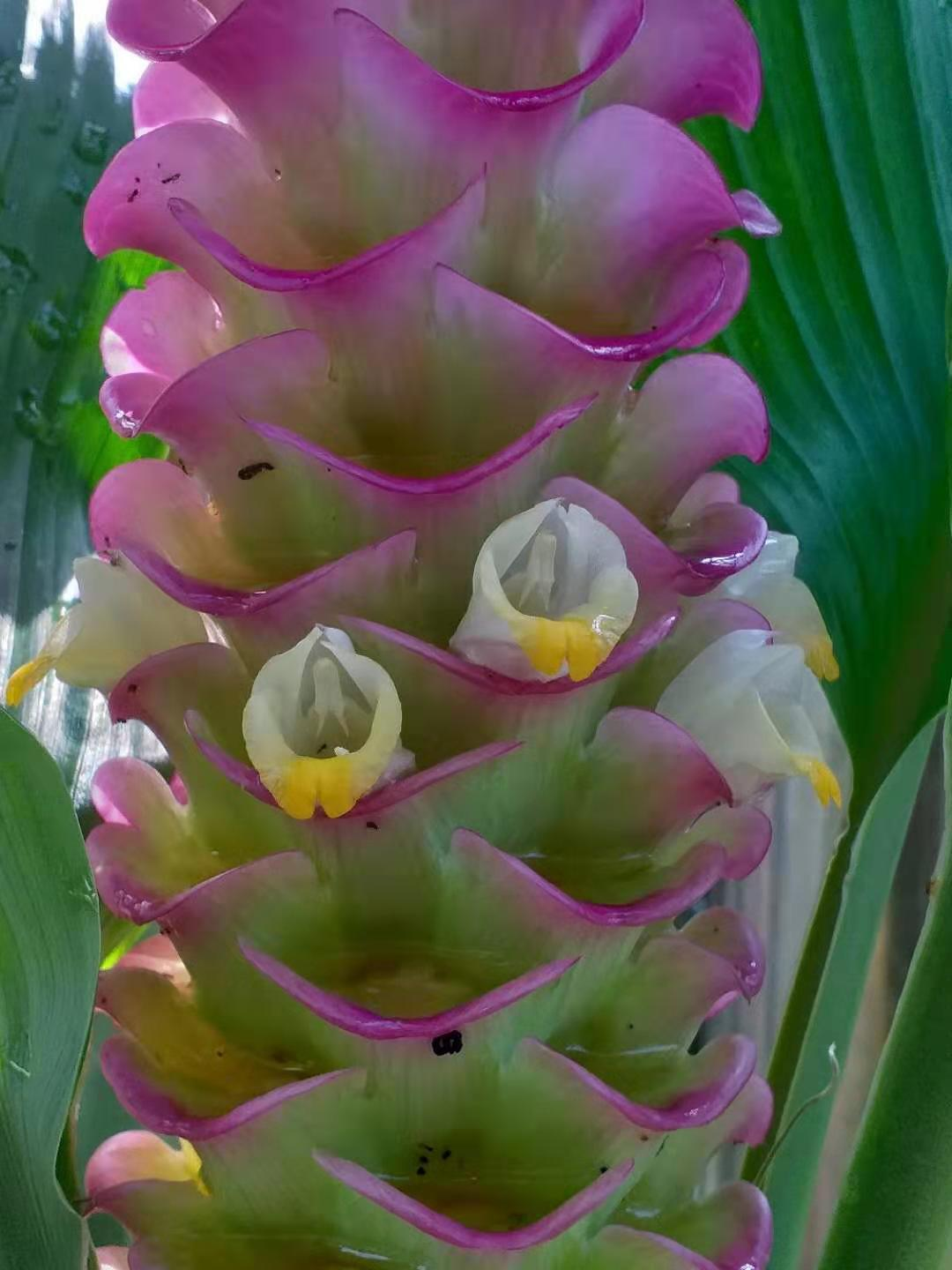
花
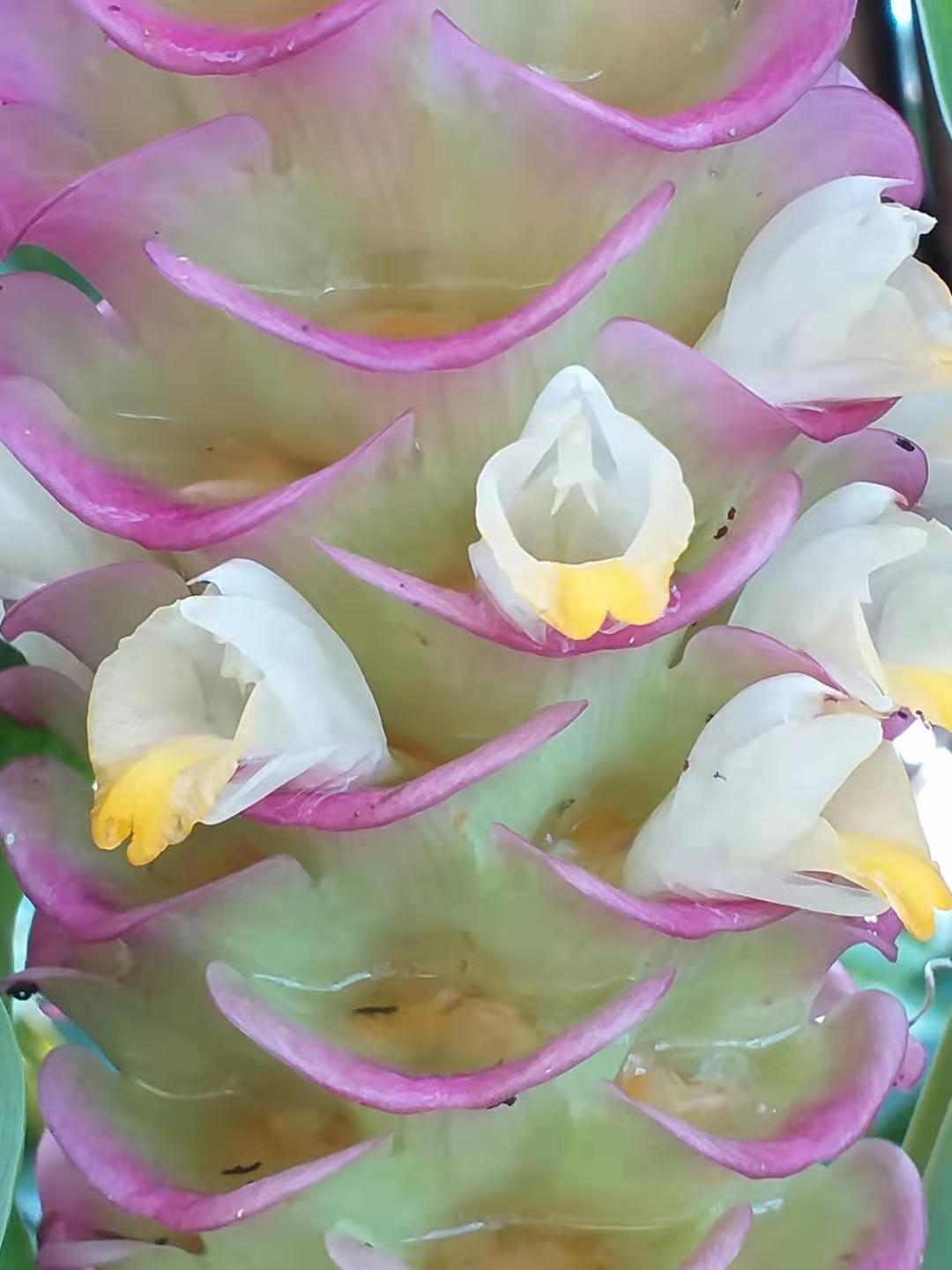
花的構造
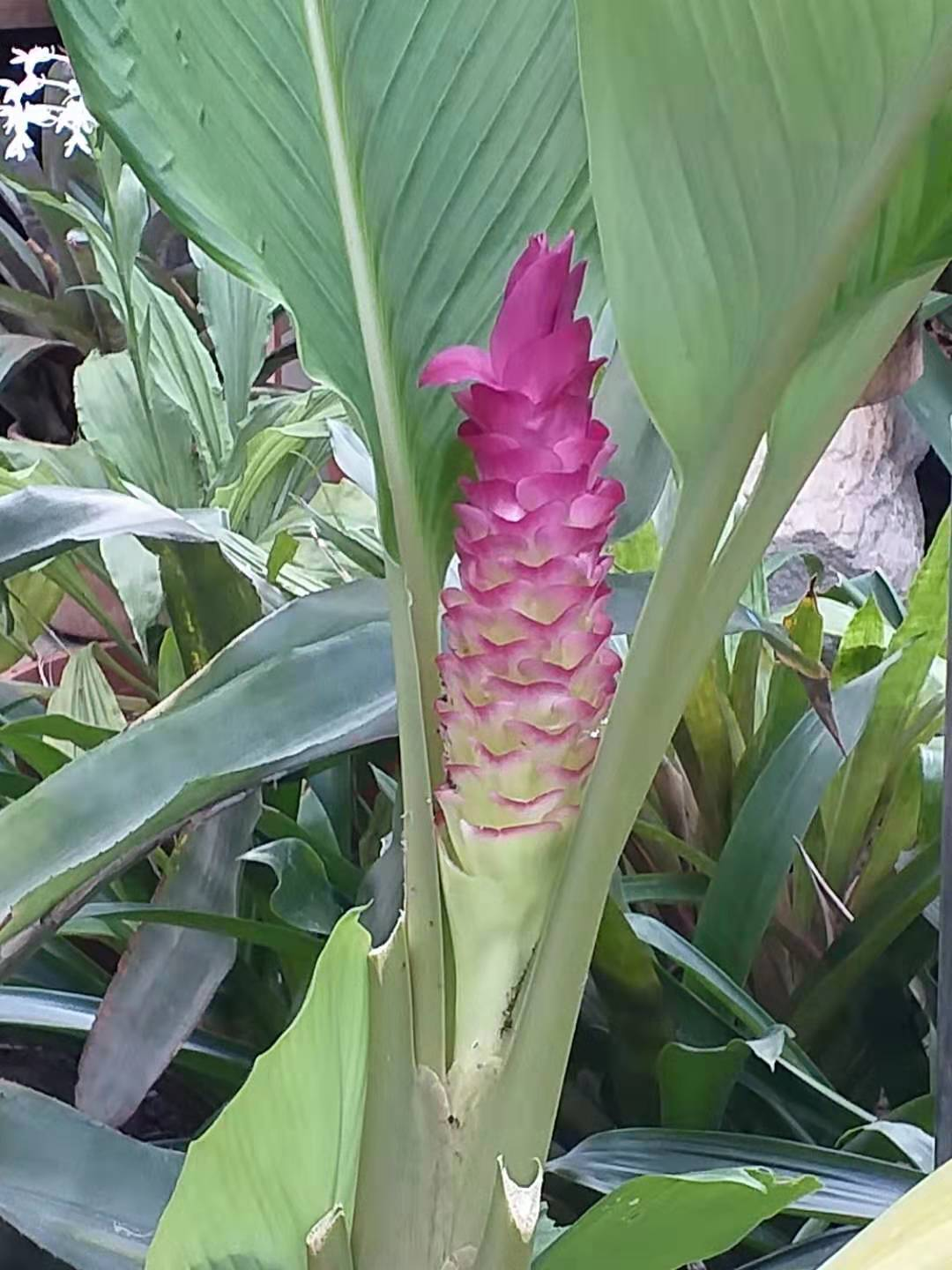
花序

## 引文出處
1. 1 2  . （原始内容存档于2020-10-01）.
2. ↑  莊溪. . （原始内容存档于2019-07-24）.
3. 1 2  . （原始内容存档于2019-07-16）.
4. ↑  . （原始内容存档于2019-08-01）.